# Ravilja Agletdinovová
Ravilja Agletdinovová (10. února 1960 Qurghonteppa – 25. června 1999 Žlobin) byla sovětská atletka, běžkyně, mistryně Evropy v běhu na 1500 metrů z roku 1986.
V roce 1982 startovala v běhu na 800 metrů na mistrovství Evropy v Athénách, nepostoupila však do finále. O rok později skončila ve finále běhu na 1500 metrů na světovém šampionátu v Helsinkách čtvrtá. Největším úspěchem se pro ni stal titul mistryně Evropy v běhu na 1500 metrů získaný v roce 1986 na čtrnáctém ME v atletice ve Stuttgartu, kde zvítězila časem 4:01,19. Zemřela 25. června 1999 na následky dopravní nehody.